# ديانا لوبلان
ديانا لوبلان هي ممثلة كندية، ولدت في 1953م.

## وصلات خارجية
- ديانا لوبلان على موقع IMDb (الإنجليزية)
- ديانا لوبلان على موقع أول موفي (الإنجليزية)
- ديانا لوبلان على موقع قاعدة بيانات الأفلام السويدية (السويدية)
- ديانا لوبلان على موقع قاعدة بيانات الفيلم (الإنجليزية)
- ديانا لوبلان على موقع كينوبويسك (الروسية)